# Benjamin Burns
Benjamin Burns (Perth, 1848 - Christchurch, 1932) est un joueur de rugby écossais. Il est l'un des premiers joueurs internationaux anglais de rugby, ayant participé comme avant au tout premier match international de l'histoire opposant l'Angleterre à l'Écosse le 27 mars 1871.

## Biographie
Benjamin Henry Burns naît le 28 mai 1848 à Perth, dans la région de Perth and Kinross, en Écosse. Son père, Archibald Burns, est directeur général de la Bank of Scotland au Perthshire.

### Carrière sportive
Dans une époque où le sport est en pleine ébullition dans les écoles anglaises, avec l'apparition de nombreux codes du football, dont le rugby, qui évolue de façon incontrôlée dans chaque club qui le pratique, Burns évolue au Blackheath FC, l'un des principaux clubs d'Angleterre. C'est en qualité de secrétaire de ce club qu'il cosigne avec Edwin Ash de Richmond FC une lettre publiée par The Times le 4 décembre, dans laquelle ils proposent l'organisation d'une réunion pour qu'« un code de règles puisse être adopté par tous les clubs qui professent jouer au jeu de Rugby ». Cette réunion entre 21 délégués de clubs se tient le 26 janvier 1871 et voit la création de la Rugby Football Union, qui deviendra la fédération anglaise de rugby à XV. Celle-ci charge à un comité de trois avocats et anciens joueurs de Rugby de la rédaction des lois du jeu.
Quatre jours après cette lettre, les capitaines de cinq clubs écossais publient dans l'hebdomadaire sportif Bell's Weekly un défi lancé aux Anglais, invitant toute équipe « sélectionnée dans toute l'Angleterre » à un match à 20 qui serait joué selon les règles de Rugby,. Il fait suite à une première rencontre prétendue internationale s'étant tenue à The Oval trois semaines plus tôt, mais contestée par les Écossais qui ne s'estimaient pas représentés. Majoritairement ignoré, le défi est néanmoins accepté par Burns au nom de Blackheath, qui commence à constituer une équipe,.

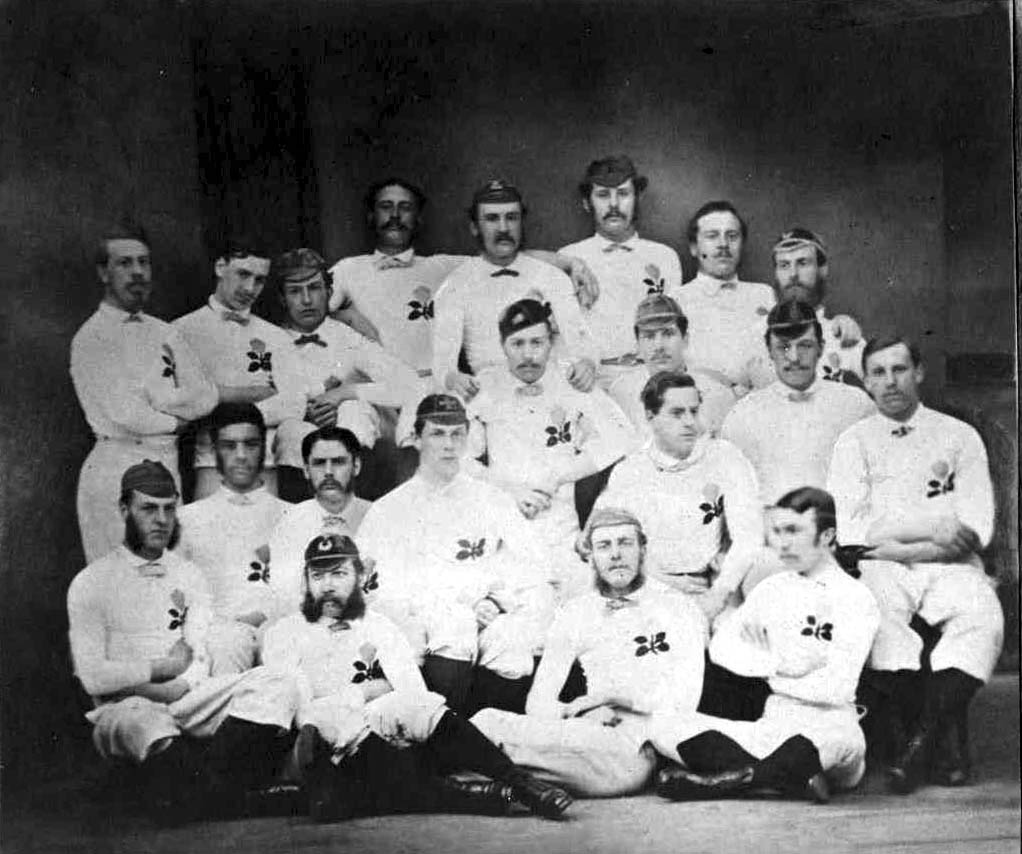
L'équipe d'Angleterre ayant disputé le premier match international de rugby de l'histoire, en 1871.

Le match se tient ainsi devant 4 000 personnes à Édimbourg, sur la Raeburn Place, le terrain de cricket des Edinburgh Academicals, le 27 mars 1871,,,. Burns n'est pas censé participer mais remplace Francis Isherwood qui doit se retirer. Il est ainsi intégré dans la première équipe d'Angleterre à l'occasion du tout premier match international de rugby de l'histoire contre l'Écosse. Joué le 27 mars 1871 à Raeburn Place, Édimbourg, il voit l'Écosse l'emporter 1 à 0 (1 transformation à 0),. Comme douze autre joueurs, c'est le seul match international qu'il joue de sa carrière.

### Carrière professionnelle
Benjamin Burns commence sa vie professionnelle en tant que commis pour l'Oriental Bank Corporation (en). Il s'installe pour cela en Inde, mais en raison de problèmes de santé, il déménage à Christchurch, en Nouvelle-Zélande, et prend le poste de directeur de la Colonial Bank of New Zealand (en). Lors de la fusion avec la Bank of New Zealand, il devient directeur adjoint de la succursale de Christchurch. Il s'associe ensuite avec M. Henderson et, à sa mort, il dirige Henderson and Burns, un courtier en actions. Il devient ensuite directeur de Whitcombe & Tombs (en), une chaîne nationale de librairies.

### Vie personnelle
Outre le rugby, Burns est également un golfeur passionné et, pendant qu'il travaille à Christchurch, il est l'un des quatre promoteurs de la création d'un club de golf à Hagley Park (en), dans la ville. Il remporte le championnat de Christchurch à deux reprises, et devient capitaine, puis membre à vie du club.
Il épouse Alice May Gower, et le couple a eu un fils, Archibald, né à Calcutta en 1884, qui s'est suicidé pendant la première Guerre mondiale, alors qu'il sert dans le bataillon d'infanterie de Canterbury.
Encore actif comme directeur de Whitcombe & Tombs, Benjamin Burns meurt le 3 juin 1932 à Christchurch,.